# Lsof
lsof est une commande UNIX qui permet de lister les fichiers actuellement ouverts sur le système.

## Exemple
```
 
%
 
lsof

 
COMMAND
    
PID
        
USER
   
FD
      
TYPE
             
DEVICE
     
SIZE
    
NODE
 
NAME

 
init
         
1
        
root
  
cwd
   
unknown
                                     
/proc/1/cwd
 
(
readlink:
 
Permission
 
denied
)

 
init
         
1
        
root
  
rtd
   
unknown
                                     
/proc/1/root
 
(
readlink:
 
Permission
 
denied
)

 
init
         
1
        
root
  
txt
   
unknown
                                     
/proc/1/exe
 
(
readlink:
 
Permission
 
denied
)

 
init
         
1
        
root
 
NOFD
                                               
/proc/1/fd
 
(
opendir:
 
Permission
 
denied
)

 
kthreadd
     
2
        
root
  
cwd
   
unknown
                                     
/proc/2/cwd
 
(
readlink:
 
Permission
 
denied
)

 
kthreadd
     
2
        
root
  
rtd
   
unknown
                                     
/proc/2/root
 
(
readlink:
 
Permission
 
denied
)

 
kthreadd
     
2
        
root
  
txt
   
unknown
                                     
/proc/2/exe
 
(
readlink:
 
Permission
 
denied
)

 
kthreadd
     
2
        
root
 
NOFD
                                               
/proc/2/fd
 
(
opendir:
 
Permission
 
denied
)

 
migration
    
3
        
root
  
cwd
   
unknown
                                     
/proc/3/cwd
 
(
readlink:
 
Permission
 
denied
)

 
[
…
]

 
lsof
      
4776
 
user
  
txt
       
REG
                
3
,2
   
109800
  
462571
 
/usr/bin/lsof

 
lsof
      
4776
 
user
  
mem
       
REG
                
3
,2
  
1375536
  
392869
 
/lib/libc-2.7.so

 
lsof
      
4776
 
user
  
mem
       
REG
                
3
,2
   
119288
  
392872
 
/lib/ld-2.7.so

 
lsof
      
4776
 
user
  
mem
       
REG
                
3
,2
  
1282752
  
490788
 
/usr/lib/locale/locale-archive

 
lsof
      
4776
 
user
    
4r
     
FIFO
                
0
,6
            
43598
 
pipe

 
lsof
      
4776
 
user
    
7w
     
FIFO
                
0
,6
            
43599
 
pipe

```